# Modec
Modec était un constructeur de véhicules électriques à Coventry, au Royaume-Uni, spécialisé dans les véhicules utilitaires. Il a dévoilé son premier modèle en avril 2006 et a annoncé son intention de commencer la production en série en mars 2007, les premiers véhicules de série étant destinés à Tesco, un groupe de distribution britannique. Après une baisse à long terme des ventes, l'entreprise est entrée dans l'administration en mars 2011, tous les actifs et la propriété intellectuelle restant étant vendus à Navistar International.

## Histoire
Le projet eMercury a débuté au sein de London Taxis International (une filiale de Manganese Bronze Holdings) en 2002. Le projet a été dirigé par Jevon Thorpe, concepteur du TX1 London Taxi. Certains fonds de développement ont été reçus du Energy Savings Trust (EST), qui fait partie du ministère du Commerce et de l'Industrie .
L'utilitaire Modec est le premier véhicule électrique de classe N2 à obtenir l'homologation de type européenne pour l'ensemble du véhicule en 2009. Modec a conclu une joint-venture avec Navistar International sur l'Amérique du Nord et du Sud. La joint-venture s'appelle Navistar-Modec EV Alliance.
Navistar a commencé les livraisons de son fourgon électrique eStar fabriqué à Wakarusa, situé dans l'Indiana en 2010, sous la technologie sous licence du fourgon de livraison zéro émission de Modec.

### Fermeture
Après une baisse à long terme des ventes avec une production totale d'environ 400 véhicules, et à la suite de l'échec d'un accord de sauvetage avec Navistar, Modec est entré en administration en mars 2011 avec des dettes de plus de 40 millions de livres sterling. Navistar a par la suite acheté les droits de propriété intellectuelle aux administrateurs Zolfo Cooper.
À la suite de la fermeture de l'activité et de la vente des actifs, Liberty Electric Cars a engagé toute l'équipe d'ingénierie de Modec et créé une nouvelle filiale nommée « Liberty E-Tech ». Après avoir échoué en janvier 2011 à conclure un accord avec Navistar pour acheter la marque, Liberty a lancé en juillet 2011 un service appelé « e-Care » pour entretenir les véhicules Modec, qui couvre actuellement le Royaume-Uni, la France, l'Allemagne et Dubaï.

## Galerie

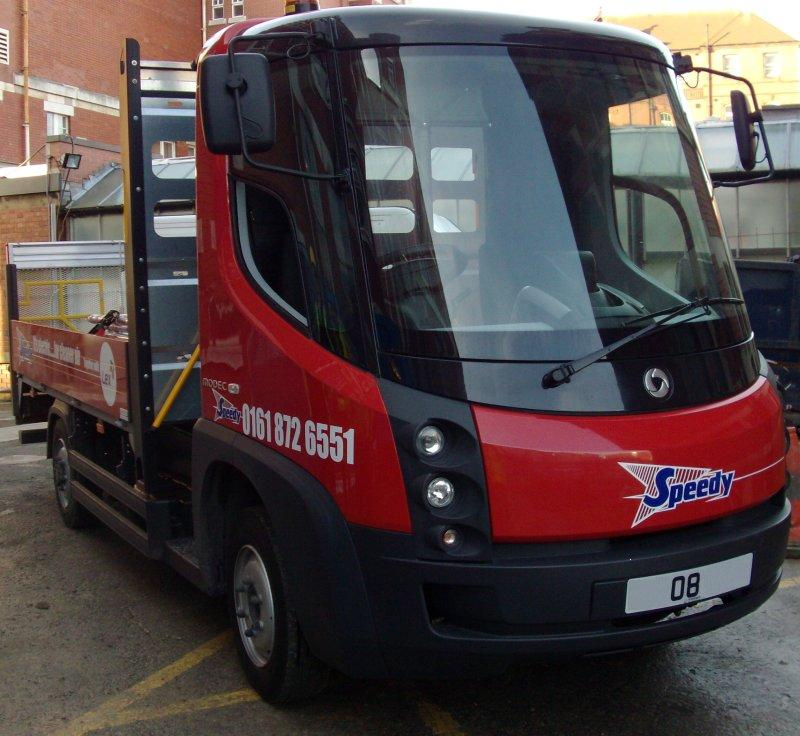
Utilitaire Modec à Manchester.
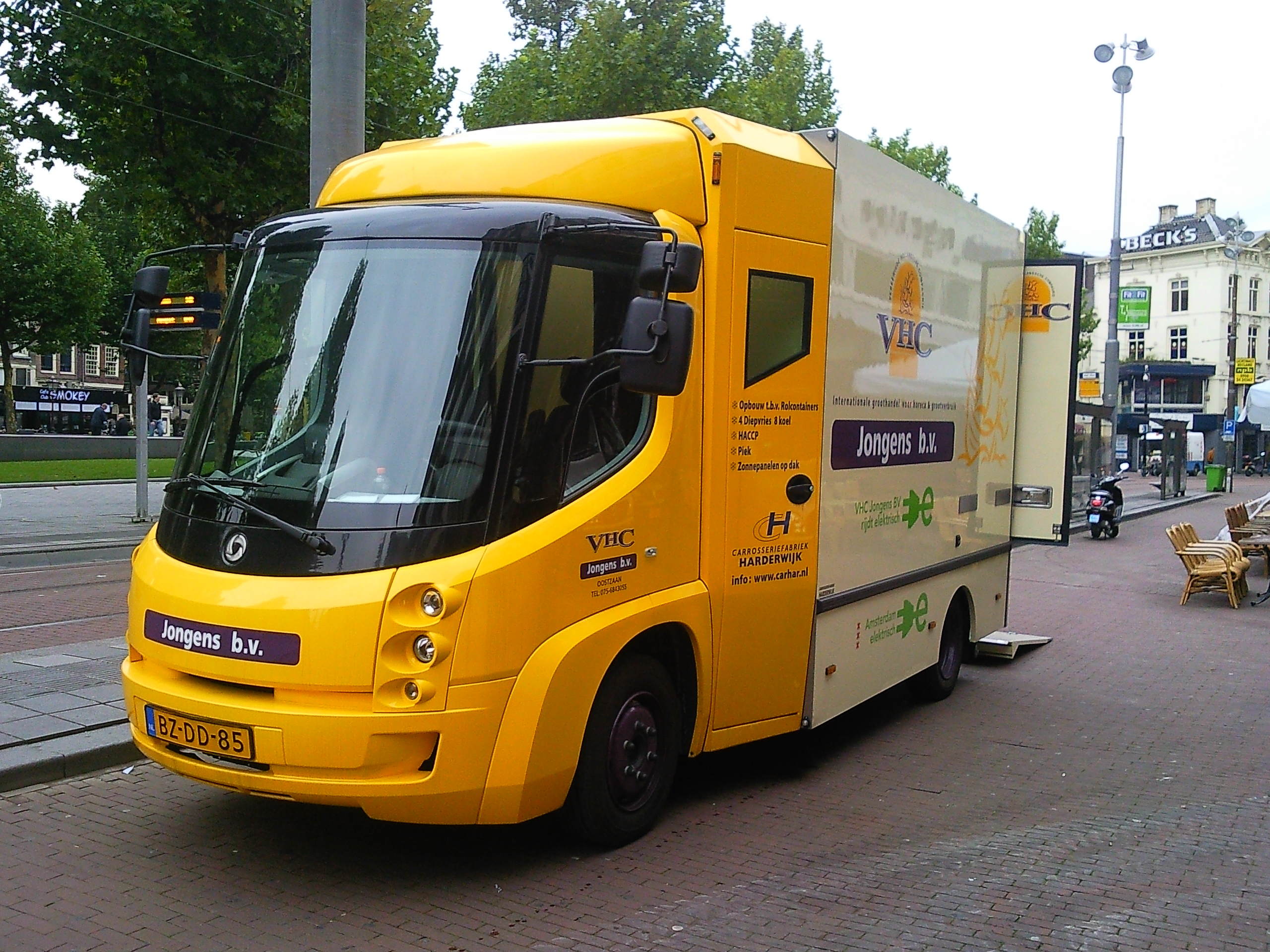
Utilitaire Modec à Amsterdam.
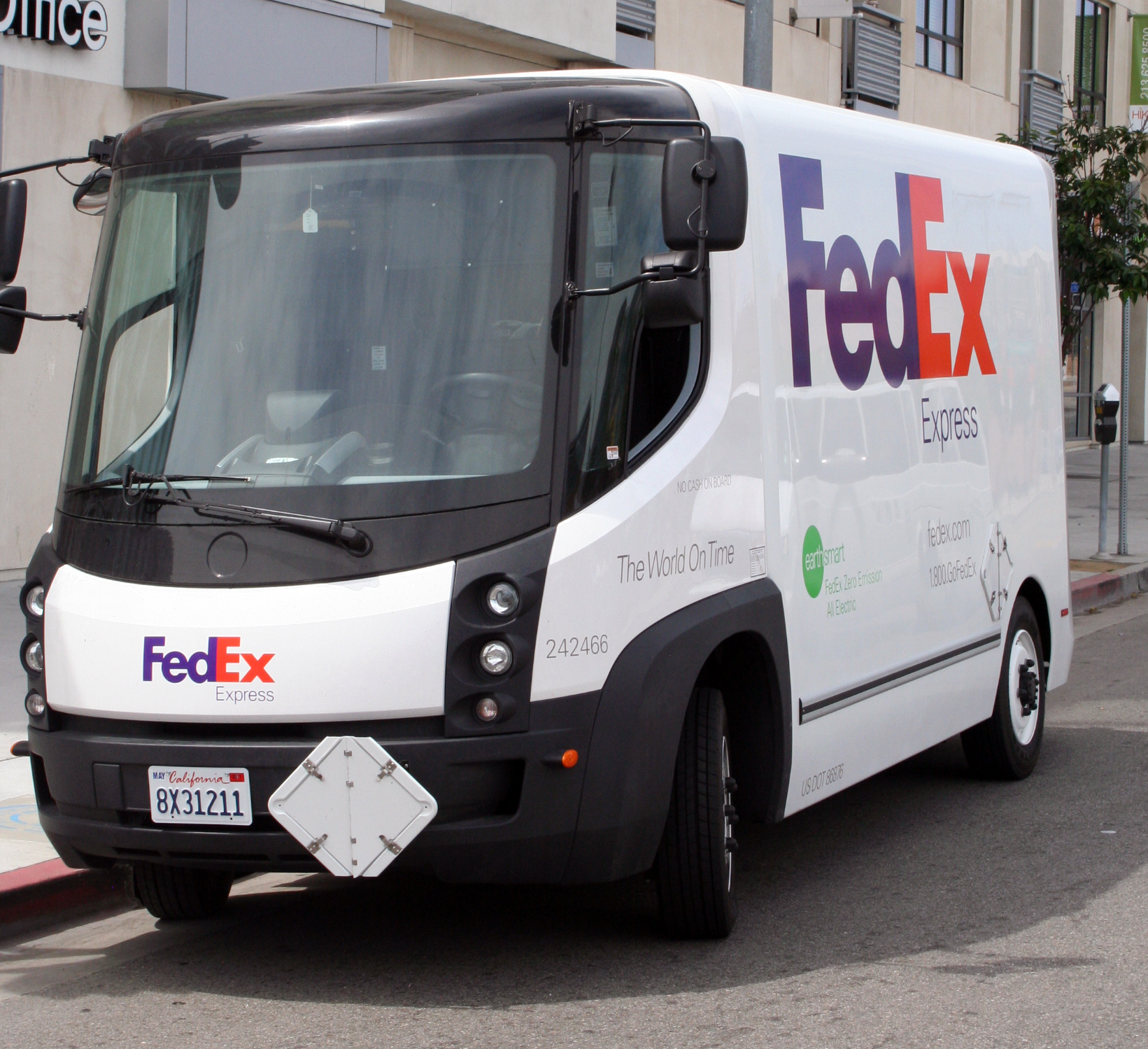
Utilitaire Navistar eStar à Los Angeles. Le véhicule a été fabriqué aux États-Unis sous licence Modec.